# Metopomyza levis
Metopomyza levis är en tvåvingeart som beskrevs av Zlobin 1995. Metopomyza levis ingår i släktet Metopomyza och familjen minerarflugor. Inga underarter finns listade i Catalogue of Life.